# 岡本頼元
岡本 頼元（おかもとよりもと、弘治2年（1556年）－寛永元年（1624年））は、戦国時代から江戸時代初頭にかけての武将。岡本随縁斎の子。通称は左京亮。

## 生涯
弘治2年（1556年）、里見氏の家臣・岡本随縁斎の子として誕生。
はじめ里見氏に仕え、元亀2年（1571年）に里見軍が三浦半島に攻め込んだ時にこれに従って戦功を挙げて里見義弘から感状と御召料具足を与えられる。里見義頼の家督継承に協力したが、天正16年（1588年）の岡本城火災の責任を問われて一時追放された。後に復帰し、足軽小頭として100石を与えられた。
慶長19年（1614年）に里見氏が大久保忠隣失脚に連座し館山藩が改易されると、永井直勝に仕えた。
寛永元年（1624年）、死去。
なお、嫡男の頼重は、慶長16年（1611年）に乱破に襲われて32歳で殺害され、父と共に永井氏に仕えた次男の元重も元和6年（1620年）に35歳で不慮の水死を遂げている。